# Argostemma moultonii
Argostemma moultonii är en måreväxtart som beskrevs av Henry Nicholas Ridley. Argostemma moultonii ingår i släktet Argostemma och familjen måreväxter. Inga underarter finns listade i Catalogue of Life.